# Cayetano Molina

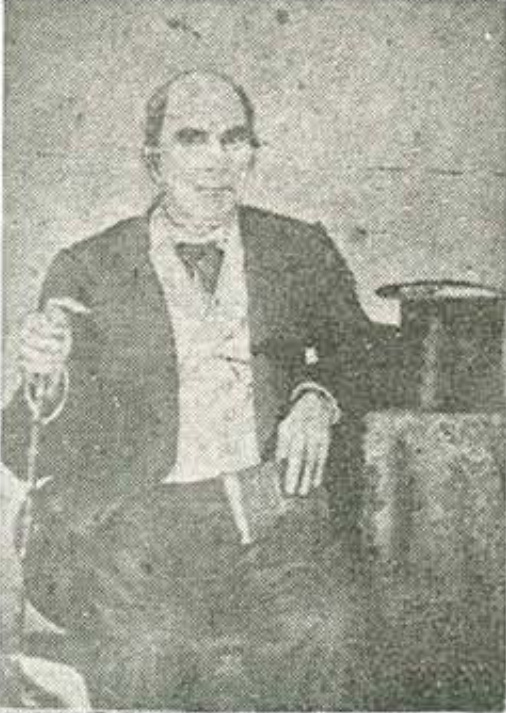
Daguerrotipo de Molina tomado en 1843

Cayetano Antonio Molina y Lara (San Vicente 11 de febrero de 1803 - Zacatecoluca, 2 de septiembre de 1873) fue un doctor en derecho civil salvadoreño que fue consejero del estado salvadoreño, ministro de haciendo de 1842 a 1844, senador de la república salvadoreña en varias ocasiones, designado a la presidencia, presidente de la república en 2 ocasiones (del 10 al 20 de diciembre de 1843, y del 29 de diciembre de 1843 al 1 de enero de 1844) y gobernador del departamento de San Vicente de (1846 a 1848 y nuevamente de 1852 a 1854).

## Biografía
Cayetano Antonio Molina y Lara nació en San Vicente el 11 de febrero de 1803 fruto del matrimonio del para ese entonces alférez real del ayuntamiento de la villa de San Vicente coronel José Rafael de Molina y Cañas, y de Antonia Inés de Lara y Aguilar. 
En 1818 con su tío el padre Manuel Antonio de Molina y Cañas se trasladó a la ciudad de Guatemala, donde concluyó los estudios de humanidades y latinidad en el Colegio Tridentino de dicha ciudad. Posteriormente estudio la carrera de doctorado en derecho civil en la Universidad de San Carlos en Guatemala, de donde se graduó en 1827.
Se trasladó a vivir a su ciudad San Vicente donde trabajó como jurisconsulto, luego el 11 de febrero de 1828 se casó con Onofre Quirós; ese mismo año fue elegido miembro del consejo del estado salvadoreño y dio su apoyo al jefe supremo salvadoreño Juan Vicente Villacorta Días cuando el vicejefe Mariano Prado trataba de obligarlo a retirarse del cargo.
En 1829 tras el fin de la guerra civil centroamericana (1826 - 1829) y el triunfo de Francisco Morazán, debido Cayetano Molina era de tendencia moderada a los acontecimientos de ese momento sufrió persecuciones políticas, después en 1832 luego de que el presidente de la república federal de Centroamérica Francisco Morazán depusiera al jefe supremo salvadoreño Joaquín de San Martín tuvo que ir Belice (que en ese entonces ya era colonia inglesa) debido el senador presidente de la república federal Gregorio Salazar (suceso de Morazán) lo condenó a 4 años de destierro bajo la amenaza de que si regresaba a Centroamérica en ese lapso sería fusilado; posteriormente, transcurrido el tiempo que había sido condenado al exilio, regresó a El Salvador en donde en 1842 siendo presidente José Escolástico Marín y con ayuda de Antonio José Cañas (ministro de relaciones y exterior) fue nombrado ministro de hacienda, cargo que continuó en la presidencia Juan José Guzmán pero al darse cuenta de la problemática de las diferencias entre Juan José Guzmán y el comandante del ejército general Francisco Malespín, decidió dejar el cargo.
En 1843 fue elegido presidente del senado salvadoreño y fue nombrado primer designado a la presidencia; el 10 de diciembre de ese año Malespín depuso a Juan José Guzmán y desde ese día hasta el 20 de ese mismo mes y año (debido a la ausencia del vicepresidente Pedro José Arce) se hizo cargo de la presidencia, el 20 de diciembre Guzmán aceptó la renuncia del cargo y se legó la presidencia al vicepresidente Pedró José Arce quién se hizo cargo de ella hasta el 29 de diciembre cuando le cedió el mando a Cayetano Molina quién ocupó el cargo hasta el 1 de enero de 1844 cuando se lo devolvió al vicepresidente Pedro Arce, el cual convocó a elecciones en las que resultó elegido presidente Francisco Malespín, elecciones a las cuales protesto Cayetano Molina siendo senador junto con su colega Manuel Rafael Reyes.
El 15 de febrero de 1844 debido a encontrar Francisco Malespín en Nicaragua y que el vicepresidente Joaquín Eufrasio Guzmán (animado por su yerno Gerardo Barrios) había declarado a Malespín apartado de la presidencia y se había proclamado presidente; Molina y el resto del congreso desconocieron a Malespín como presidente, siendo Molina uno de los principales promotores de tal iniciativa. Posteriormente fue nombrado gobernador y comandante departamental del departamento de San Vicente y se hizo cargo de ella hasta 1848, luego se retiró a la vida privada.
El 22 de junio de 1851 fue elegido diputado suplente por el distrito electoral de Zacatecoluca, el 28 de febrero de 1852 su amigo el presidente Francisco Dueñas lo nombró nuevamente gobernador del departamento de San Vicente, cargo que desempeñó hasta 1854 (en ese momento el período presidencial era de dos años por lo que los gobernadores duraban lo mismo), mandato que terminó tras mejorar notablemente las localidades y atender esmeradamente los caminos de su jurisdicción.
Tras su cargo de gobernador se retiró de la vida pública, durante la presidencia de Gerardo Barrios mantuvo varias voces de protestas lo que le generó nueva persecución política por lo que tuvo que emigrar, volviendo a El Salvado luego del derrocamiento de Gerardo Barrios; debido a que quería alejarse de la vida pública rehusó al cargo de ministro de relaciones exteriores que le ofreció el presidente Francisco Dueñas.
Tras alejarse del gobierno, Cayetano Molina residió con su familia en Zacatecoluca, donde falleció el 2 de noviembre de 1873 a la edad de 70 años.